# Ближня Кубасова
Бли́жня Куба́сова (рос. Ближняя Кубасова) — присілок у складі Шатровського району Курганської області, Росія. Входить до складу Мехонської сільської ради.
Населення — 98 осіб (2010, 136 у 2002).
Національний склад станом на 2002 рік: росіяни — 93 %.